# Tiếng Võro

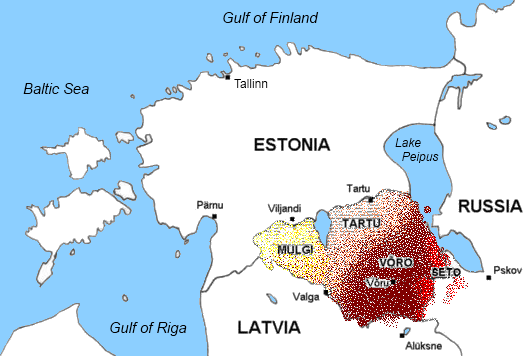
Tiếng Estonia Nam ngày nay. Tiếng Võro được đánh dấu với màu đỏ sẫm.

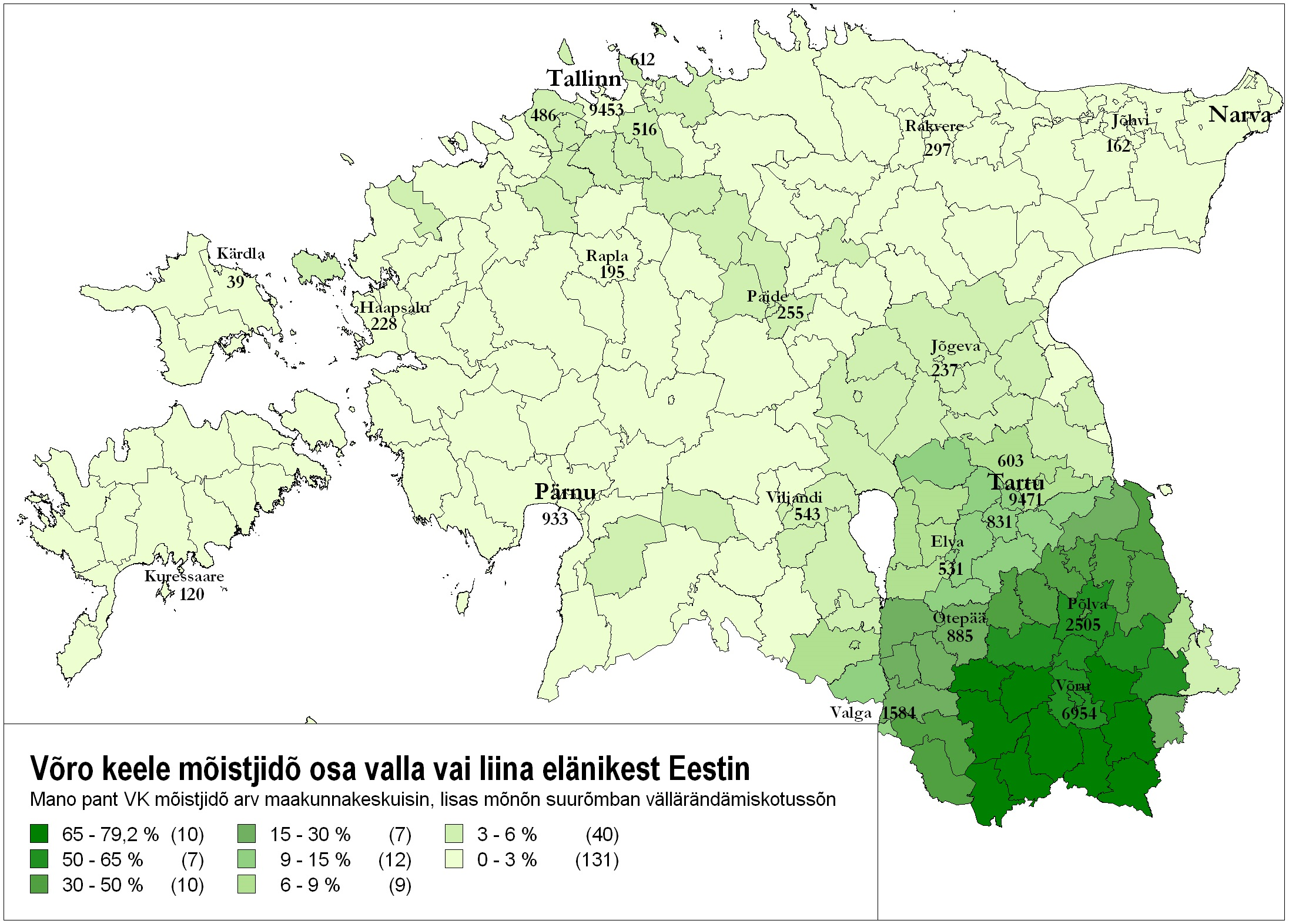
Tỷ lệ người nói tiếng Võro ở các đô thị của Estonia theo điều tra dân số năm 2011 của Estonia

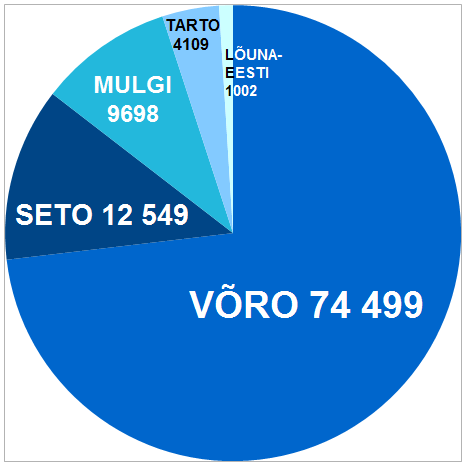
Theo Tổng điều tra dân số Estonia năm 2011, có 101.857 người nói tiếng Estonia Nam: 74.499 người nói tiếng Võro, 12.549 người nói tiếng Seto, 9.698 người nói tiếng Mulgi, 4.109 người nói Tartu và 1.002 người nói tiếng Estonia Nam khác.

Tiếng Võro (tiếng Võro: võro kiil [ˈvɤro kʲiːlʲ], tiếng Estonia: võru keel) là một ngôn ngữ thuộc ngữ chi Finn trong ngữ hệ Ural. Theo truyền thống, nó được coi là một phương ngữ nằm trong nhóm phương ngữ Estonia Nam của tiếng Estonia, nhưng ngày nay nó có dạng chuẩn văn học riêng và đang tìm kiếm sự công nhận chính thức như một ngôn ngữ khu vực của Estonia. Tiếng Võro có khoảng 75.000 người nói (người Võro) chủ yếu ở đông nam Estonia, trong tám giáo xứ của Hạt Võru lịch sử: Karula, Harglõ, Urvastõ, Rõugõ, Kanepi, Põlva, Räpinä và Vahtsõliina. Các giáo xứ này hiện nằm trong (do sự tái sắp xếp hành chính) hai hạt Võru và Põlva, với các phần mở rộng sang các hạt Valga và Tartu. Người nói cũng có thể được tìm thấy rải rác ở hai thành phố lớn nhất Estonia là Tallinn và Tartu cùng phần còn lại của Estonia.

## Lịch sử
Tiếng Võro là hậu duệ của ngôn ngữ Estonia Nam cổ và dạng ngôn ngữ Finn ít chịu ảnh hưởng nhất của tiếng Estonia chuẩn (dựa trên phương ngữ Bắc Estonia) ở Estonia.
Một trong những bằng chứng bằng văn bản sớm nhất của Estonia Nam là bản dịch của Tân Ước (Di chúc Wastne) được xuất bản năm 1686. Mặc dù tiếng Estonia Nam bắt đầu mất ưu thế sau những năm 1880, ngôn ngữ này bắt đầu hồi sinh vào cuối những năm 1980.

## Tình hình hiện tại
Ngôn ngữ này đang bị đe dọa, và theo Kadri Koreinik, điều này là do chính phủ thiếu cam kết pháp lý để bảo vệ ngôn ngữ.

## Chữ viết
Tiếng Võro sử dụng chữ viết Latinh, như tiếng Estonia và tiếng Phần Lan.
| А /ɑ/ | B /p/ | C /t͡s/ | D /t/ | E /e/  | F /f/ | G /k/  | H /h/  | I /i/  | J /j/  | K /kk/ |
| L /l/ | M /m/ | N /n/  | O /o/ | P /pp/ | Q /ʔ/ | R /r/  | S /ss/ | Š /ʃʃ/ | T /tt/ | U /u/  |
| V /v/ | W /v/ | Õ /ɤ/  | Ä /æ/ | Ö /ø/  | Ü /y/ | X /ks/ | Y /ɨ/  | Z /s/  | Ž /ʃ/  | ' /◌ʲ/ |